# 幸田町
幸田町（日语：／ Kōta chō */?）為位於日本愛知縣南部的行政區劃，屬於西三河地區，也是此區域中唯一的町村級行政區劃。轄區東側及西南側為高度約100公尺至400公尺高的丘陵地，中間區域地勢較為低平，矢作古川的支流廣田川為此區域的主要河川。
與大部分的西三河地區一樣，町也有汽車製造產業，電裝在此設有幸田製作所，負責生產IC及電子製品；索尼全球制造及运营在此也設有生產相機的幸田站。

## 人口
自1970年代起，幸田町內即持續開發設立工業區，吸引製造商在此設立工廠，人口因此得以持續成長；在日本2020年的人口普查中，幸田町的五年間（與上次人口普查相比）的人口成長率達到7.4%，在愛知縣中僅次於名古屋市的中區及東區，為名古屋市以外人口成長比例最高的行政區劃；
| 幸田町人口分布圖 |                                               |  |
| 幸田町與日本全國年齡別人口分布比較圖 （2005年資料） | 幸田町的年齡、男女別人口分布圖 （2005年資料） |  |
| ■紫色是幸田町 ■綠色是全国 | ■藍色是男性 ■紅色是女性                       |  |
| 幸田町人口變化 \| 1970年 \| 20,456人 \| \| \| 1975年 \| 23,448人 \| \| \| 1980年 \| 26,163人 \| \| \| 1985年 \| 28,591人 \| \| \| 1990年 \| 31,004人 \| \| \| 1995年 \| 32,711人 \| \| \| 2000年 \| 33,408人 \| \| \| 2005年 \| 35,596人 \| \| \| 2010年 \| 37,930人 \| \| \| 2015年 \| 39,549人 \| \| \| 2020年 \| 42,449人 \| \| |                                               |  |
| 資料來源：日本總務省統計中心提供之人口普查數據 |                                               |  |
| 1970年 | 20,456人                                      |  |
| 1975年 | 23,448人                                      |  |
| 1980年 | 26,163人                                      |  |
| 1985年 | 28,591人                                      |  |
| 1990年 | 31,004人                                      |  |
| 1995年 | 32,711人                                      |  |
| 2000年 | 33,408人                                      |  |
| 2005年 | 35,596人                                      |  |
| 2010年 | 37,930人                                      |  |
| 2015年 | 39,549人                                      |  |
| 2020年 | 42,449人                                      |  |

## 歷史
現在的幸田町在令制國時代屬於三河國，東半部屬於額田郡，西半部屬於幡豆郡，東南部也有小部分區域屬於寶飯郡；約在14世紀時，此地建立了深溝城，後來五井松平家佔領了此城，此地便由其分家深溝松平家治理。
17世紀進入江戶時代後，由於此地與德川家康諸多譜代家臣具有淵源，被分割封給多位譜代或是旗本家臣，也曾短暫出現過以此為中心的深溝藩。
19世紀末明治維新實施廢藩置縣後，原屬旗本的領地先被劃屬三河裁判所，後又改設為三河縣，但之後又隨著三河縣的廢除被拆分給重原藩、伊那縣和靜岡藩；直到1871年的第一次府縣整併後，此地區與過去原屬三河國的區域一同整併至新設立的額田縣，但在1972年又隨著額田縣被併入愛知縣。
1889年日本實施町村制，現在的幸田町轄區在當時分屬坂崎村、相見村、深溝村、松坂村、豐國村五個行政區劃。1906年愛知縣進行町村整併時，位於西側的松坂村、豐國村則被整併為豐坂村，位於東側的坂崎村、相見村、深溝村被整併為廣田村，兩年後更名為幸田村，1952年進一步升格為幸田町；1954年幸田町和豐坂村也進一步整併，成為現在的幸田町。

### 變遷表
| 1889年10月1日 | 1889年 - 1944年           | 1889年 - 1944年            | 1945年 - 1954年           | 1945年 - 1954年           | 1955年 - 1989年           | 1989年 - 現在             | 現在                      |
| ------------- | ------------------------- | -------------------------- | ------------------------- | ------------------------- | ------------------------- | ------------------------- | ------------------------- |
| 坂崎村        | 1906年5月1日 合併為廣田村 | 1908年11月1日 更名為幸田村 | 1952年4月1日 改制為幸田町 | 1954年8月1日 合併為幸田町 | 1954年8月1日 合併為幸田町 | 1954年8月1日 合併為幸田町 | 1954年8月1日 合併為幸田町 |
| 相見村        | 1906年5月1日 合併為廣田村 | 1908年11月1日 更名為幸田村 | 1952年4月1日 改制為幸田町 | 1954年8月1日 合併為幸田町 | 1954年8月1日 合併為幸田町 | 1954年8月1日 合併為幸田町 | 1954年8月1日 合併為幸田町 |
| 深溝村        | 1906年5月1日 合併為廣田村 | 1908年11月1日 更名為幸田村 | 1952年4月1日 改制為幸田町 | 1954年8月1日 合併為幸田町 | 1954年8月1日 合併為幸田町 | 1954年8月1日 合併為幸田町 | 1954年8月1日 合併為幸田町 |
| 松坂村        | 1906年5月1日 合併為豐坂村 | 1906年5月1日 合併為豐坂村  | 1906年5月1日 合併為豐坂村 | 1954年8月1日 合併為幸田町 | 1954年8月1日 合併為幸田町 | 1954年8月1日 合併為幸田町 | 1954年8月1日 合併為幸田町 |
| 豐國村        | 1906年5月1日 合併為豐坂村 | 1906年5月1日 合併為豐坂村  | 1906年5月1日 合併為豐坂村 | 1954年8月1日 合併為幸田町 | 1954年8月1日 合併為幸田町 | 1954年8月1日 合併為幸田町 | 1954年8月1日 合併為幸田町 |

## 交通

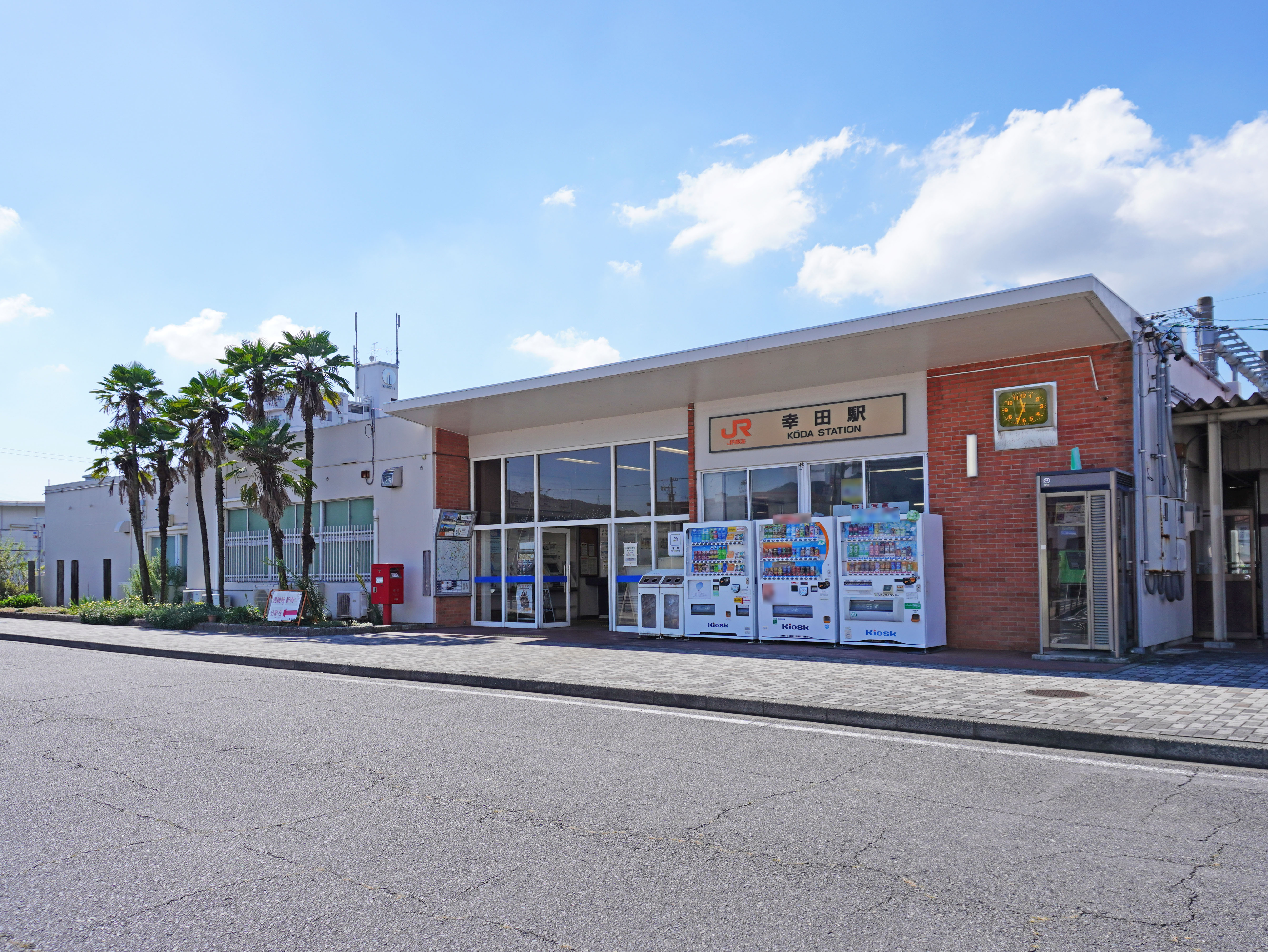
幸田車站

鐵路東海道本線及東海道新幹線都穿過幸田町的主要市區，雖然兩條鐵路就在幸田車站附近交會，但新幹線在此並未設站；自幸田車站利用火車，可在十分鐘內抵達岡崎，四十分鐘內抵達名古屋，往東則可在二十分鐘內抵達可以轉乘新幹線的豐橋車站。
公路國道23號和國道248號是轄內最主要的聯外道路，並分別以東西向及南北向穿過主要市區，其中國道23號在轄內路段更是以高架快速道路形式通過。
町內的客運則是以社區巴士EKOTAN巴士為主，其路線以町公所為中心串接至町內各地區及主要設施。

### 鐵路
- 東海旅客鐵道
  - 東海道本線：（←蒲郡市）- 三根車站 - 幸田車站 - 相見車站 -（岡崎市→）
  - 東海道新幹線：（←蒲郡市）- （未在轄內設站） -（岡崎市→）

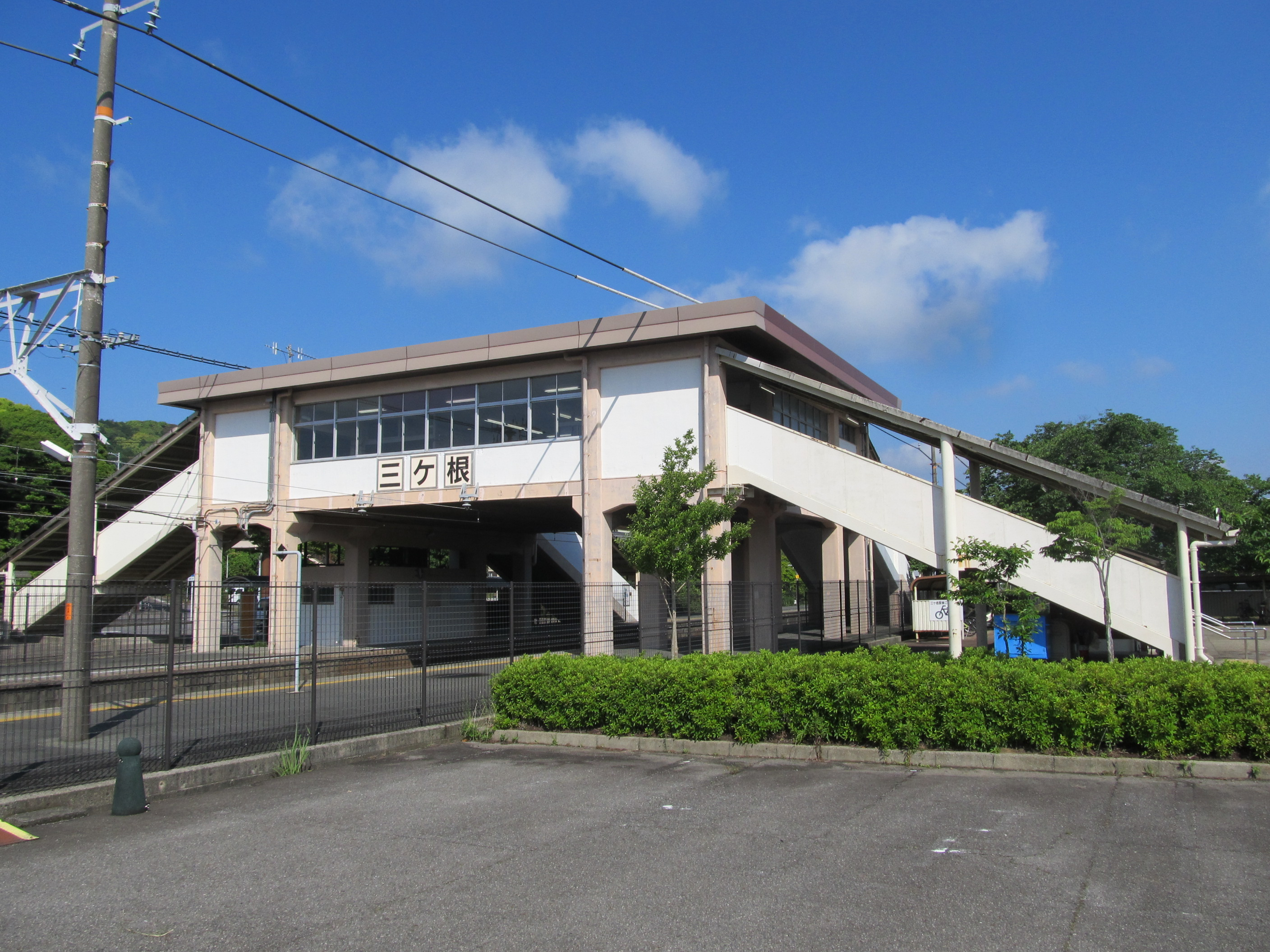
三根車站
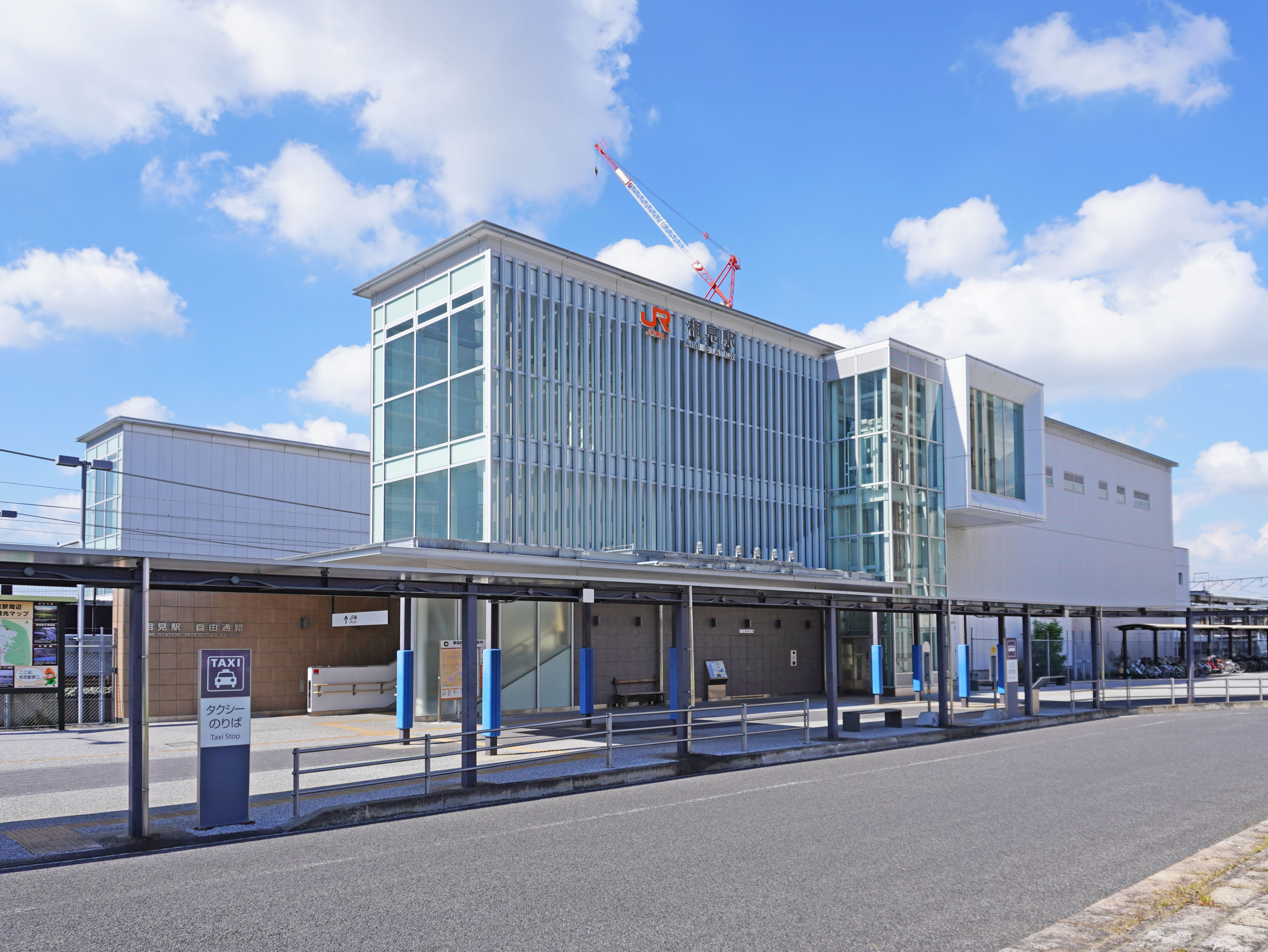
相見車站東口
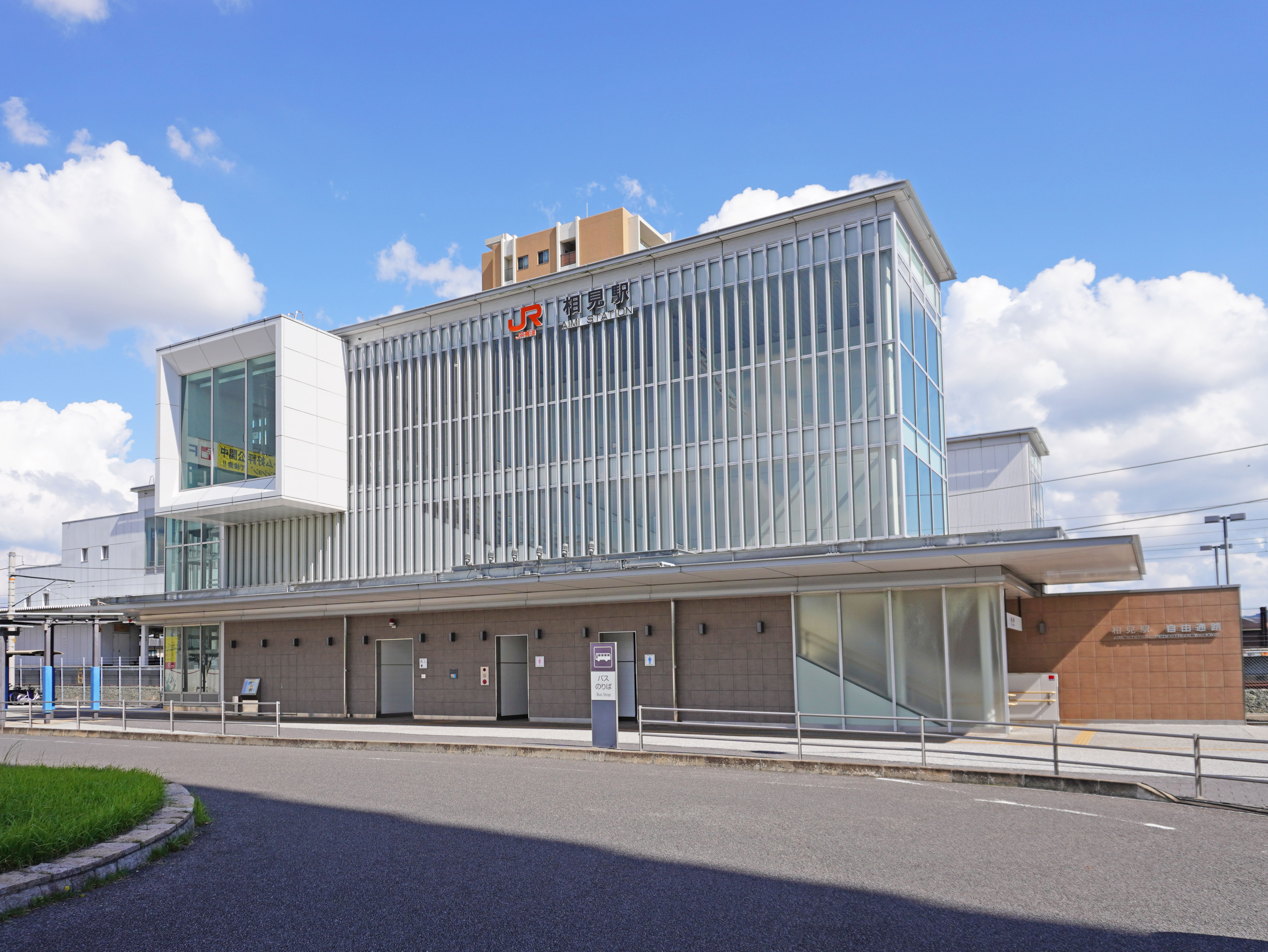
相見車站東口

## 姊妹、友好城市

### 海外
- 暹粒省（柬埔寨）
2015年愛知縣舉辦2005年世界博覽會時，規劃縣內各行政區劃參加「一市町村一國友誼事業」，幸田町因而開始與柬埔寨交流，之後進一步與暹粒省有更深的往來，因而兩地於2010年簽訂友誼備忘錄。[15]

### 日本
- 島原市（長崎縣）
17世紀的島原之亂初期，深溝藩藩主板倉重昌被幕府指派擔任前往島原鎮壓的總指揮，戰後先後由出身自深溝本地的高力氏（日语：高力氏）及深溝松平家（日语：深溝松平家）擔任島原藩藩主；而深溝松平家受封島原期間，仍繼續以位於深溝的本光寺（日语：本光寺 (愛知県幸田町)）作為其菩提寺，兩地也因此維持往來超過三百年。兩地因而在2017年紀結為姊妹城市。[16]

## 外部連結
- （日語） 幸田町公所的Facebook專頁
- （日語） 幸田町的Instagram帳戶
- （日語） YouTube上的幸田町城鎮推廣頻道
- （日語） 幸田町觀光協會 （页面存档备份，存于）